# Новозаріцька сільська рада
Новозарі́цька сільська́ ра́да — колишня адміністративно-територіальна одиниця та орган місцевого самоврядування у Захарівському районі Одеської області. Адміністративний центр — село Новозаріцьке.

## Загальні відомості
Новозаріцька сільська рада утворена 24 червня 1990 року.
- Територія ради: 51,66 км²
- Населення ради: 661 особа (станом на 2001 рік)

## Населені пункти
Сільській раді підпорядковані населені пункти:
- с. Новозаріцьке
- с. Бірносове
- с. Перше Травня
- с. Федосіївка

## Населення
За переписом населення 2001 року в сільській раді мешкало 660 осіб.

### Мова
Розподіл населення за рідною мовою за даними перепису 2001 року:
| Мова       | Відсоток |
| ---------- | -------- |
| українська | 92,44 %  |
| молдовська | 4,24 %   |
| російська  | 3,18 %   |
| румунська  | 0,15 %   |

## Склад ради
Рада складається з 12 депутатів та голови.
- Голова ради: Науменко Галина Миколаївна
- Секретар ради: Музика Тетяна Володимирівна

### Керівний склад попередніх скликань
| Прізвище, ім'я, по батькові | Основні відомості                                                         | Дата обрання | Дата звільнення |
| --------------------------- | ------------------------------------------------------------------------- | ------------ | --------------- |
| Науменко Галина Миколаївна  | Сільський голова, 1961 року народження, освіта вища, позапартійна         | 26.03.2006   | 31.10.2010      |
| Науменко Галина Миколаївна  | Сільський голова, 1961 року народження, освіта вища, член Партії регіонів | 31.10.2010   |                 |

Примітка: таблиця складена за даними сайту Верховної Ради України

### Депутати
За результатами місцевих виборів 2010 року депутатами ради стали:

#### За суб'єктами висування
| Суб'єкт висування | Кількість обраних депутатів | %    |
| ----------------- | --------------------------- | ---- |
| Партія регіонів   | 7                           | 58,3 |
| Самовисування     | 5                           | 41,7 |

#### За округами
| № округу        | Прізвище, ім'я, по батькові    | Дата визнання обраним | Освіта             | Партійна приналежність                        | Відомості про обраного депутата                              |
| --------------- | ------------------------------ | --------------------- | ------------------ | --------------------------------------------- | ------------------------------------------------------------ |
| Партія регіонів |                                |                       |                    |                                               |                                                              |
| 2               | Музика Наталія Петрівна        | 03.11.2010            | вища               | член Партії регіонів                          | Новозарицька загальноосвітня школа І-ІІ ст., вчитель         |
| 4               | Палій Олександр Михайлович     | 03.11.2010            | вища               | член Партії регіонів                          | приватний підприємець                                        |
| 5               | Музика Тетяна Володимирівна    | 03.11.2010            | вища               | член Партії регіонів                          | Новозарицька сільська рада, секретар                         |
| 7               | Барилюк Олена Юріївна          | 03.11.2010            | середня            | член Партії регіонів                          | тимчасово не працює                                          |
| 9               | Талпе Тетяна Олександрівна     | 03.11.2010            | вища               | член Партії регіонів                          | Бирносівська загальноосвітня школа І-ІІ ст., вчитель         |
| 10              | Рангу Ганна Василівна          | 03.11.2010            | вища               | член Партії регіонів                          | Новозарицька загальноосвітня школа І-ІІ ст., директор        |
| 12              | Кучерявий Сергій Євгенійович   | 03.11.2010            | середня            | член Партії регіонів                          | Фрунзівський територіальний центр, соцпрацівник              |
| Самовисування   |                                |                       |                    |                                               |                                                              |
| 1               | Мутрук Наталія Володимирівна   | 03.11.2010            | вища               | позапартійна                                  | тимчасово не працює                                          |
| 3               | Безхлібна Наталія Аліївна      | 03.11.2010            | середня спеціальна | член Народної партії                          | Новозарицький фельдшерсько-акушерський пункт, медична сестра |
| 6               | Мемей Валентина Іванівна       | 03.11.2010            | вища               | член Всеукраїнського об'єднання «Батьківщина» | Новозарицька загальноосвітня школа І-ІІ ст., вчитель         |
| 8               | Данильчук Тетяна Володимирівна | 03.11.2010            | середня            | член Партії регіонів                          | тимчасово не працює                                          |
| 11              | Короленко Світлана Борисівна   | 03.11.2010            | середня            | член Партії регіонів                          | тимчасово не працює                                          |